# 사쓰마번 지사 숙청 사건

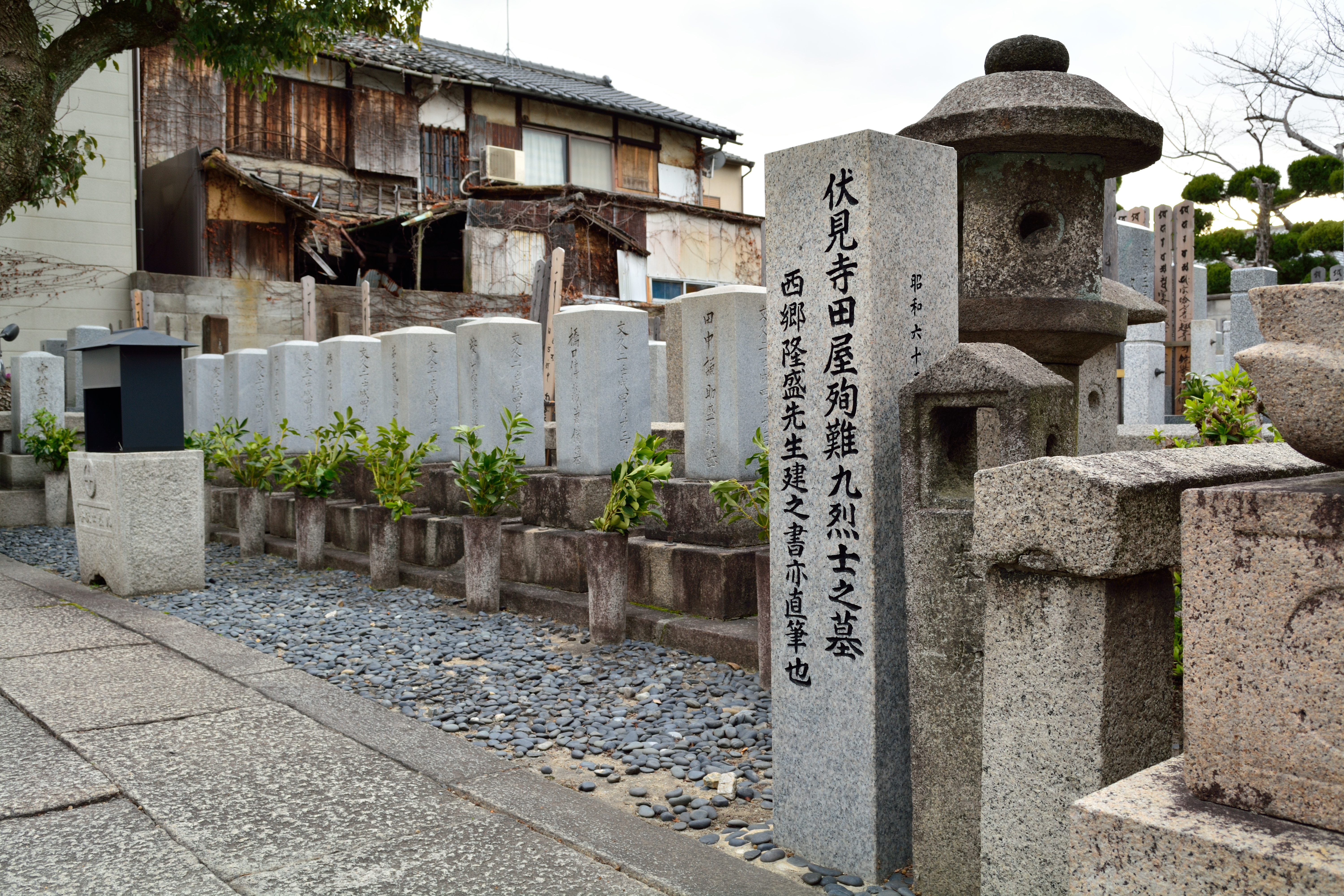

사쓰마번 지사 숙청 사건(薩摩藩志士粛清事件)은 에도 시대 말기인 1862년 4월 23일(양력 5월 21일) 여관인 데라다야에서 사쓰마번주의 아버지 시마즈 히사미쓰의 주도 하에 사쓰마번 출신 존왕양이파를 제거한 사건이다.

## 과정
에도 막부가 말기에 다다른 시점에 막부의 권위는 크게 흔들리고 있었다. 특히 에도 막부 창설 이래 중앙 정치에 참여하지 못했던 도자마 다이묘가 통치하는 번에서 존왕양이를 부르짖으며 막부 타도 목소리가 높았다. 사쓰마번도 이에 해당했는데 정작 전직 번주이면서 현 번주 시마즈 나리아키라의 아버지 히사미쓰는 공무합체를 주장하며 토막에 관심이 없었다.
질서를 중시하는 엄격한 성격의 소유자였던 히사미쓰는 사이고 다카모리, 무라타 신파치, 모리야마 신조를 포박해 오사카에서 사쓰마로 이송하라는 명을 내렸다. 히사미쓰는 1862년 4월 13일 후시미에 도착했고 16일에는 교토에 입성했다. 이때 조정으로부터 지사들을 처리하라는 명을 받았다.
사쓰마번에 소속된 급진적 존왕양이파 지사들은 이러한 전개에 경악했다. 아리마 신시치, 시바야마 아이지로, 하시구치 소스케 등은 중심이 되어 마키 야스오미, 다나카 가와치노스케 등과 공모하여 관백 구조 히사타다와 교토소사대 사카이 다다토시를 습격하여 이들을 죽이고 그 목을 들고 가서 히사미쓰에게 봉기할 것을 강요하기로 했다. 이를 시행하기 전에 데라다야에 모이고자 했는데 데라다야는 당시 사쓰마번이 자주 사용하던 단골 여관이었다.
지사들의 움직임에 대해 보고받은 히사미쓰는 측근인 오쿠보 도시미치, 가이에다 노부요시, 나라하라 기자에몬를 차례로 파견해 지사들을 설득하고자 했으나 실패했다. 23일 지사들 중 한 명이 생각을 바꿔 봉기를 막고자 했으나 실패하자 할복했다. 이에 지사들의 봉기 날짜가 가깝다는 것을 눈치챈 다카사키 마사카제, 후지이 료세츠 등이 급히 교토로 달려가서 히사미쓰에게 이를 알렸다. 깜짝 놀란 히사미쓰는 다시 한 번 지사들을 설득하고자 생각했다. 하지만 이번에도 설득되지 않을 경우 이들을 죽일 것을 결심하고 나라하라 시게루, 오야마 쓰나요시, 미치지마 고로베에 등 검술에 능한 번사 9명을 진무사로 임명한 뒤 사쓰마번에 파견했다.
23일 밤 데라다야에 도착한 일부 진무사들은 아리마에게 만날 것을 요청했지만 없다는 답변을 받았다. 진무사들은 2층에 진입하고자 했으나 시바야마가 요청에 응하여 1층에서 면담을 했다. 이후 몇 명이 더 면담에 참여했지만 해결을 보지 못했고 이때 나머지 진무사들도 데라다야에 도착했다. 나라하라는 설득을 이어가고자 했지만 미치지마는 주군의 명을 어길 셈이냐며 흥분하여 다나카 겐스케의 머리를 베면서 칼부림이 시작되었다.

## 결과
진무사 중에서는 미치지마가 사망하고 1명의 중상자, 4명의 경상자가 나왔다. 지사들 중에서는 아리마를 비롯해 6명이 죽었고 2명이 중상을 입었다. 이 두 명의 중상자는 결국 할복하라는 명을 받고 죽었다. 2층에 있던 지사의 대부분은 투항했고 일부는 도주했다. 교토에 있던 사쓰마번사 1명도 지사들에게 가담할 예정이었다는 것이 드러나 번으로 돌아갈 것을 명령받았지만 이에 불복종하여 결국 할복되었다. 이렇게 죽은 9명의 지사들은 훗날 열사가 되었다.
이 사건으로 히사미쓰는 조정의 신뢰를 받게 되었고 공무합체를 실현하기 위한 분큐 개혁을 추진하게 된다.